# Maçka (település)
Maçka (IPA: (matʃka) Törökország Trabzon tartományának egyik városa, az azonos nevű körzet székhelye, 29 km-re Trabzon városától. 2008-ban a körzet népessége 26 984 fő volt, a városé 6262 fő.

## Külső hivatkozások
- A város önkormányzatának honlapja
- A körzet önkormányzatának honlapja